# Diane Allahgreen
Diane Allahgreen (Reino Unido, 21 de febrero de 1975) es una atleta británica retirada especializada en la prueba de 60 m vallas, en la que consiguió ser medallista de bronce europea en pista cubierta en 1998.

## Carrera deportiva
En el Campeonato Europeo de Atletismo en Pista Cubierta de 1998 ganó la medalla de bronce en los 60 m vallas, con un tiempo de 8.02 segundos, tras la francesa Patricia Girard (oro con 7.85 segundos) y la rusa Svetlana Laukhova (plata con 8.01 segundos).